# Casa Colau
|  | Per a altres significats, vegeu «Casa Colau (Horta de Sant Joan)». |

La Casa Colau és un habitatge a la vila de la Granadella (les Garrigues). Es tracta d'un edifici d'habitació estructurat en planta baixa, dos pisos i un petit terrat. Es caracteritza per la seva elegància i harmonia compositiva a l'hora de distribuir-se a la façana, sotmeten-se a un eix central de simetria. A la planta baixa hi ha la porta d'accés a l'habitatge al centre, de volta de canó, flanquejada per dues obertures més grans i de llinda, actualment destinades a usos comercials. Destaquen les seves motllures en forma de voluta als angles. En aquesta zona la façana és de maó arrebossat imitant l'encoixinat i un basament de pedra.
Al primer i segon pis hi ha tres obertures, totes elles utilitzades com a balcó però al segon pis són independents i al primer, en canvi, n'és un de sol corregut. Els balcons semblen estar subjectats per petites mènsules als angles, tot i que la seva funció és eminentment decorativa. El remat final de la façana és un terrat amb una balustrada al centre, flanquejada per parets d'obra i motllures tornejades als angles.